# チャールズ・ゴードン＝レノックス (第6代リッチモンド公爵)
第6代リッチモンド公爵チャールズ・ヘンリー・ゴードン＝レノックス（英: Charles Henry Gordon-Lennox, 6th Duke of Richmond, KG, PC、1818年2月27日 - 1903年9月27日）は、イギリスの政治家、貴族。
ヴィクトリア朝中期から後期の保守党政権で閣僚職を歴任した。父が爵位を継承する1819年までセトリントン卿 (Lord Settrington)、1819年から自身が爵位を継承する1860年までマーチ伯爵 (Earl of March) の儀礼称号で称された。

## 経歴
第5代リッチモンド公爵チャールズ・ゴードン＝レノックスとその夫人キャロライン（初代アングルシー侯爵ヘンリー・パジェットの娘）の間の長男としてロンドンの自邸リッチモンド・ハウスに生まれる。
ウェストミンスター・スクールを経てオックスフォード大学クライスト・チャーチへ進学。
1841年から爵位を世襲する1860年までウェスト・サセックス選挙区選出の保守党の庶民院議員を務めた。1860年10月に爵位を世襲して貴族院議員に列する。
第三次ダービー伯爵内閣期の1867年3月、クランボーン子爵（後のソールズベリー侯爵）が第二次選挙法改正に反対して辞職し、その後任に通商大臣サー・スタッフォード・ノースコート准男爵が就任したのに伴う玉突き人事で通商大臣に就任した。続く第1次ディズレーリ内閣でも留任した。
野党期の1869年暮れに保守党貴族院院内総務を務めていたケアンズ伯爵が辞職したのに伴い、温和な人物だったリッチモンド公がその後任となる。以降、党首ディズレーリがビーコンズフィールド伯爵に叙されて貴族院に移籍する1876年8月までその地位にあり、ディズレーリの方針を貴族院から支持した。しかし当時のディズレーリの貴族院保守党に対する影響力は微妙であり、そのため党内反ディズレーリ派の間にはソールズベリー侯爵を保守党貴族院院内総務に推す声が根強くあった。
1874年2月に成立した第2次ディズレーリ内閣には陸軍大臣としての入閣を希望していたが、ディズレーリはそのポストを財政に強い庶民院議員から任命したがっていたため、結局リッチモンド公は枢密院議長兼貴族院院内総務として入閣することになった。農業問題に精通していたため、その分野で活躍した。
リッチモンド公はヴィクトリア女王のお気に入りの貴族であったため、1876年1月13日に新たに連合王国貴族爵位としてゴードン公爵を与えられた。これによりゴードン＝レノックス家は4つの公爵位を保持する唯一の家柄となった。四公位の所領全て合わせた土地面積は28万エーカーにも及ぶという。
1885年から1886年に成立した第1次ソールズベリー侯爵内閣では通商大臣とスコットランド担当大臣を務めた。
1903年9月27日にスコットランド・マレー・フォッシャバーズにあるゴードン城において死去した。85歳だった。

## 栄典

### 爵位
1860年10月21日に死去した父から以下の爵位を継承した。
- 第6代リッチモンド公爵 (6th Duke of Richmond)
(1675年8月9日創設イングランド貴族爵位)
- 第6代レノックス公爵 (6th Duke of Lennox)
(1675年9月9日創設スコットランド貴族爵位)
- 第6代オービニー公爵（フランス語版） (6th Duke of Aubigny)
(1684年1月創設フランス貴族爵位)
- 第6代マーチ伯爵 (6th Earl of March)
(1675年8月9日創設イングランド貴族爵位)
- 第6代ダーンリー伯爵 (6th Earl of Darnley)
(1675年9月9日創設スコットランド貴族爵位)
- ヨーク州におけるセトリントンの第6代セトリントン男爵 (6th Baron Settrington, of Settrington in the County of York)
(1675年8月9日創設イングランド貴族爵位)
- 第6代トーボルトン卿 (6th Lord Torbolton)
(1675年9月9日創設スコットランド貴族爵位)

1876年1月13日に以下の爵位を新規に与えられた。
- 初代ゴードン公爵 (1st Duke of Gordon)
(連合王国貴族爵位)
- 初代キンラーラ伯爵 (1st Earl of Kinrara)
(連合王国貴族爵位)

### 勲章
- 1867年、ガーター勲章士（KG）[3]

### その他
- 1859年、枢密顧問官（PC）
- 1870年、名誉民事法学博士号（オックスフォード大学名誉学位）
- 1894年、名誉法学博士号（ケンブリッジ大学名誉学位）[3]

## 家族
1843年にアルジャーノン・グランヴィルの娘フランセス・ハリエット・グランヴィル（1824年 - 1884年）と結婚し、彼女との間に以下の6子を儲ける。
- 第1子（長女）キャロライン・ゴードン＝レノックス（1844年 - 1934年）- 結婚せず
- 第2子（長男）チャールズ・ヘンリー・ゴードン＝レノックス （1845年 - 1928年）- 第7代リッチモンド公爵位を継承。政治家
- 第3子（次男）アルジャーノン・チャールズ・ゴードン＝レノックス（1847年 - 1921年） - 陸軍軍人
- 第4子（三男）フランシス・チャールズ・ゴードン＝レノックス（1849年 - 1886年） - 陸軍軍人
- 第5子（次女）フロレンス・ゴードン＝レノックス（1851年 - 1895年） - 結婚せず
- 第6子（四男）ウォルター・チャールズ・ゴードン＝レノックス（英語版）（1865年 - 1922年） - 政治家。